# 17 de agosto
17 de agosto é o 229.º dia do ano no calendário gregoriano (230.º em anos bissextos). Faltam 136 dias para acabar o ano.

## Eventos históricos

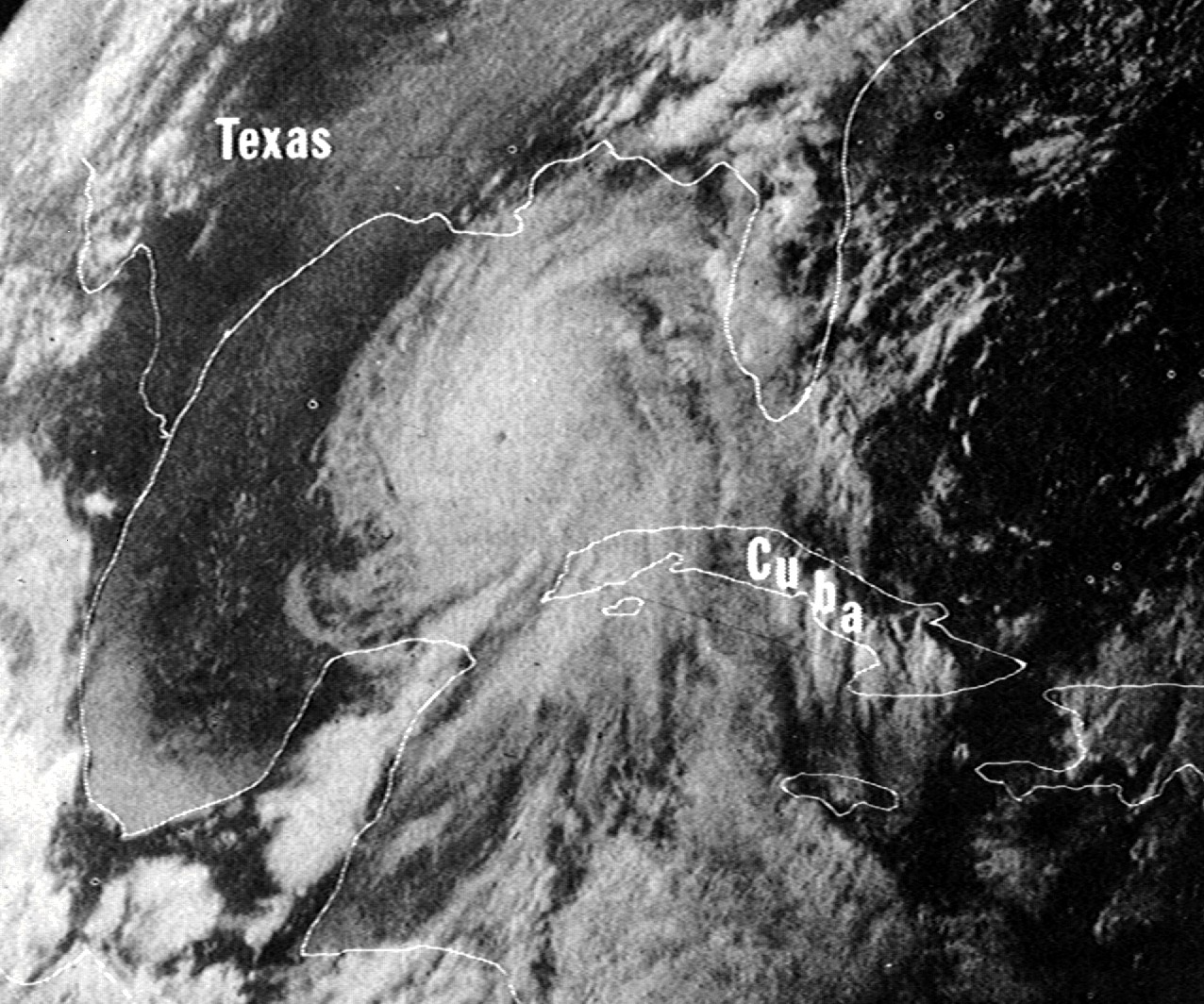
1969: O furacão Camille atinge a Costa do Golfo dos Estados Unidos

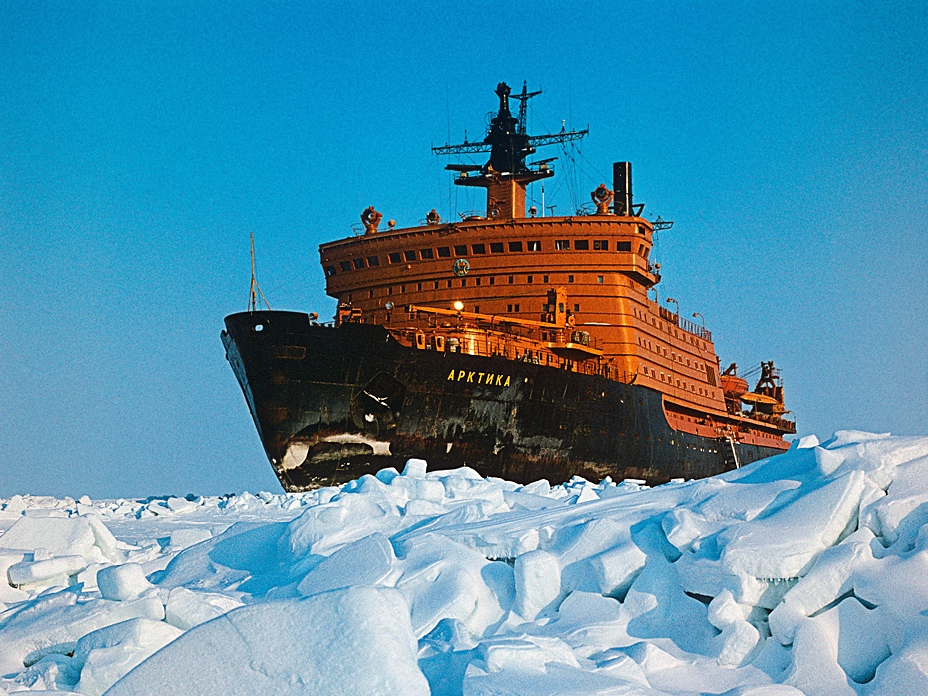
1977: O quebra-gelo soviético Arktika chega ao Polo Norte

- 309/310 — O Papa Eusébio é banido para a Sicília pelo imperador Magêncio, onde morre, talvez por uma greve de fome.
- 0682 — O Papa Leão II inicia seu pontificado.[1]
- 0986 — Guerras bizantino-búlgaras: Batalha da Porta de Trajano: os búlgaros sob a liderança dos cometópulos Samuel e Aarão derrotam as forças bizantinas na Porta de Trajano, com o imperador bizantino Basílio II escapando por pouco.
- 1186 — Pacto de Georgenberg: Ottokar IV, duque da Estíria e Leopoldo V, duque da Áustria assinam um acordo de herança sob a estipulação de que a Áustria e a Estíria permaneceriam doravante indivisíveis.
- 1386 — Carlos Thopia, governante do Principado da Albânia, forja uma aliança com a República de Veneza, comprometendo-se a participar em todas as guerras da República e recebendo em troca proteção costeira contra os otomanos.
- 1424 — Guerra dos Cem Anos: Batalha de Verneuil: uma força inglesa derrota um exército francês maior.
- 1498 — César Bórgia, filho do papa Alexandre VI, torna-se a primeira pessoa na história a renunciar ao cardinalato; mais tarde naquele mesmo dia, o rei Luís XII da França o nomeia duque de Valentinois.
- 1560 — O Protestantismo é estabelecido como religião nacional na Escócia.
- 1585
  - Guerra dos Oitenta Anos: Cerco de Antuérpia: Antuérpia é capturada pelas forças espanholas comandadas por Alexandre Farnese, duque de Parma, que ordena que os protestantes deixem a cidade e, como resultado, mais da metade dos 100 000 habitantes fogem para as províncias do norte.
  - Um primeiro grupo de colonos enviado por Sir Walter Raleigh sob o comando de Ralph Lane desembarca no Novo Mundo para criar a Colônia Roanoke na Ilha Roanoke, na costa da atual Carolina do Norte.
- 1597 — Viagem às Ilhas: Robert Devereux, 2.º Conde de Essex, e Sir Walter Raleigh partem numa expedição aos Açores.
- 1645 — Insurreição Pernambucana: ocorre a Batalha de Casa Forte entre as forças da Companhia Holandesa das Índias Ocidentais e a milícia luso-brasileira.
- 1668 — Um terremoto de magnitude 8,0 Ms no norte da Anatólia causa 8 000 mortes, Império Otomano.[2]
- 1717 — Guerra austro-turca de 1716–18: o Cerco de Belgrado, que durou um mês, termina com as tropas austríacas do príncipe Eugênio de Sabóia capturando a cidade do Império Otomano.[3]
- 1740 — Papa Bento XIV, anteriormente conhecido como Prospero Lambertini, sucede a Clemente XII como o 247º Papa.
- 1807 — O North River Steamboat de Robert Fulton deixa a cidade de Nova Iorque com destino a Albany, Nova Iorque, no rio Hudson, inaugurando o primeiro serviço comercial de barco a vapor do mundo.
- 1808
  - Combate da Roliça, no âmbito da Guerra Peninsular, foi a primeira invasão francesa de Portugal.
  - Guerra da Finlândia: é travada a Batalha de Alavus, exército finlandês, sob o comando do general Carl Johan Adlercreutz, derrotou uma força russa menor.[4]
- 1863 — Guerra Civil Americana: em Charleston, Carolina do Sul, baterias e navios da União bombardeiam o Forte Sumter, controlado pelos confederados.
- 1866 — O Grão-Ducado de Baden anuncia sua retirada da Confederação Alemã e assina um tratado de paz e aliança com a Prússia.
- 1876 — Estreia de Götterdämmerung, de Richard Wagner, a última ópera do ciclo do Anel, no Bayreuth Festspielhaus.[5]
- 1914 — Primeira Guerra Mundial: Batalha de Stallupönen: o exército alemão do general Hermann von François derrota a força russa comandada por Paul von Rennenkampf perto da atual Nesterov, região de Kaliningrado, Rússia.
- 1916 — Primeira Guerra Mundial: a Romênia assina um tratado secreto com as Forças Aliadas. De acordo com o tratado, a Romênia concorda em se juntar à guerra do lado dos aliados.
- 1918 — O líder revolucionário bolchevique Moisei Uritsky é assassinado.
- 1942 — Segunda Guerra Mundial: os fuzileiros navais dos Estados Unidos invadem a ilha de Makin, no Pacífico, dominada pelos japoneses.
- 1943
  - Segunda Guerra Mundial: o Exército dos Estados Unidos sob o comando do general George S. Patton chega a Messina, Itália, seguido várias horas depois pelo 8.º Exército Britânico sob o comando do marechal Bernard Montgomery, completando assim a invasão aliada da Sicília.
  - Segunda Guerra Mundial: a Oitava Força Aérea dos Estados Unidos sofre a perda de 60 bombardeiros na missão Schweinfurt-Regensburg.[6]
  - Segunda Guerra Mundial: começa a Primeira Conferência Québec de Winston Churchill, Franklin D. Roosevelt e William Lyon Mackenzie King.
  - Segunda Guerra Mundial: a Força Aérea Real inicia a Operação Hydra, o primeiro ataque aéreo da campanha de bombardeio estratégico da Operação Crossbow contra o programa de armas V da Alemanha.
- 1945
  - Sukarno e Mohammad Hatta proclamam a independência da Indonésia, iniciando a Revolução Nacional da Indonésia contra o Império Neerlandês.
  - A Revolução dos Bichos, de George Orwell, é publicada pela primeira vez.
- 1947 — Criada a Linha Radcliffe, a fronteira entre os domínios da Índia e do Paquistão.
- 1949 — O terremoto Karlıova de 6,7 Ms sacode o leste da Turquia com uma intensidade máxima de Mercalli de X, deixando 320–450 mortos.[2]
- 1953 — Toxicodependência: a primeira reunião dos Narcóticos Anônimos ocorre no Sul da Califórnia.
- 1955 — O furacão Diane atingiu a costa perto de Wilmington, Carolina do Norte, causando grandes inundações e matando mais de 184 pessoas.
- 1958 — A sonda espacial Pioneer 0, a primeira tentativa americana de órbita lunar, é lançada usando o primeiro foguete Thor-Able e fracassa. Digno de nota por ser uma das primeiras tentativas de lançamento além da órbita da Terra por qualquer país.
- 1960 — O Gabão torna-se independente da França.
- 1962 — Peter Fechter é baleado e morre ao tentar atravessar o novo Muro de Berlim.
- 1969 — O furacão Camille, de categoria 5, atinge a Costa do Golfo dos Estados Unidos, matando 256 pessoas e causando danos materiais.
- 1970 — Programa Venera: lançamento da sonda espacial Venera 7. Mais tarde, se tornará a primeira espaçonave a transmitir com sucesso dados da superfície de Vênus.
- 1976 — Um terremoto de magnitude 7,9 atinge a costa de Mindanau, nas Filipinas, provocando um tsunami destrutivo, matando entre 5 000 e 8 000 pessoas e deixando mais de 90 000 desabrigados.[7]
- 1977 — O quebra-gelo soviético Arktika se torna o primeiro navio de superfície a chegar ao Polo Norte.
- 1978 — Double Eagle II torna-se o primeiro balão a cruzar o Oceano Atlântico ao pousar em Miserey, França, perto de Paris, 137 horas depois de deixar Presque Isle, Maine.
- 1979 — Fundada a Associação Nacional de Jornais do Brasil, com o objetivo de defender a liberdade de imprensa.
- 1987 — Toma posse em Portugal o XI Governo Constitucional, um governo de maioria absoluta do Partido Social Democrata chefiado pelo primeiro-ministro Aníbal Cavaco Silva.
- 1988 — O presidente do Paquistão, Muhammad Zia-ul-Haq morre em um acidente de avião.
- 1998 — Escândalo Lewinsky: o presidente dos Estados Unidos, Bill Clinton, admite em depoimento gravado que tinha um "relacionamento físico impróprio" com a estagiária da Casa Branca, Monica Lewinsky; mais tarde, no mesmo dia, ele admite perante a seus compatriotas que "enganou as pessoas" sobre o relacionamento.
- 1999 — O Sismo de İzmit de 7,6 Mw sacode o noroeste da Turquia com uma intensidade máxima de Mercalli de IX (Violento), deixando mais de 17 000 mortos e meio milhão de feridos.
- 2005 — Começa a primeira evacuação forçada de colonos, como parte da retirada israelense de Gaza.
- 2017 — Ataques em Barcelona: uma van atropela propositalmente vários pedestres em La Rambla, matando 14 e ferindo pelo menos 100.
- 2019 — Pelo menos 80 pessoas foram mortas e mais de 160 ficaram feridas no bombardeio em um casamento em Cabul, no Afeganistão.
- 2020 — Ocorrem protestos na Argentina contra o governo de Alberto Fernández.

## Nascimentos

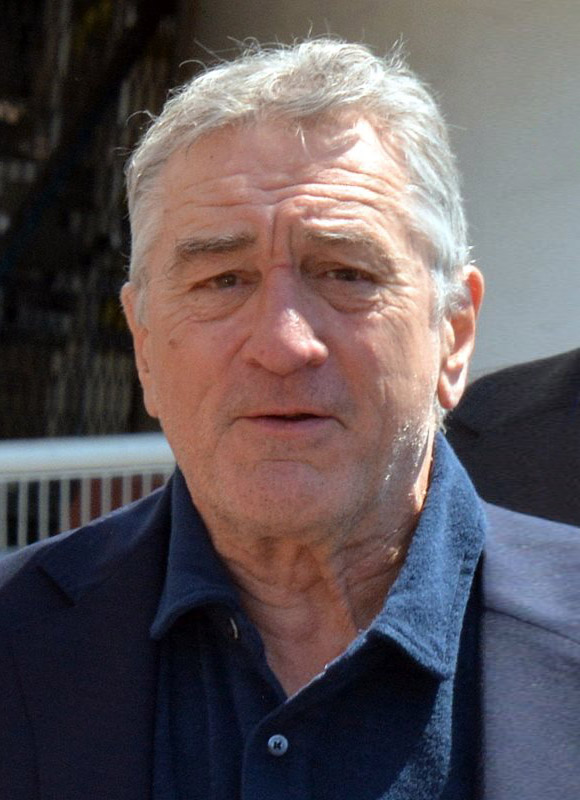
Robert De Niro

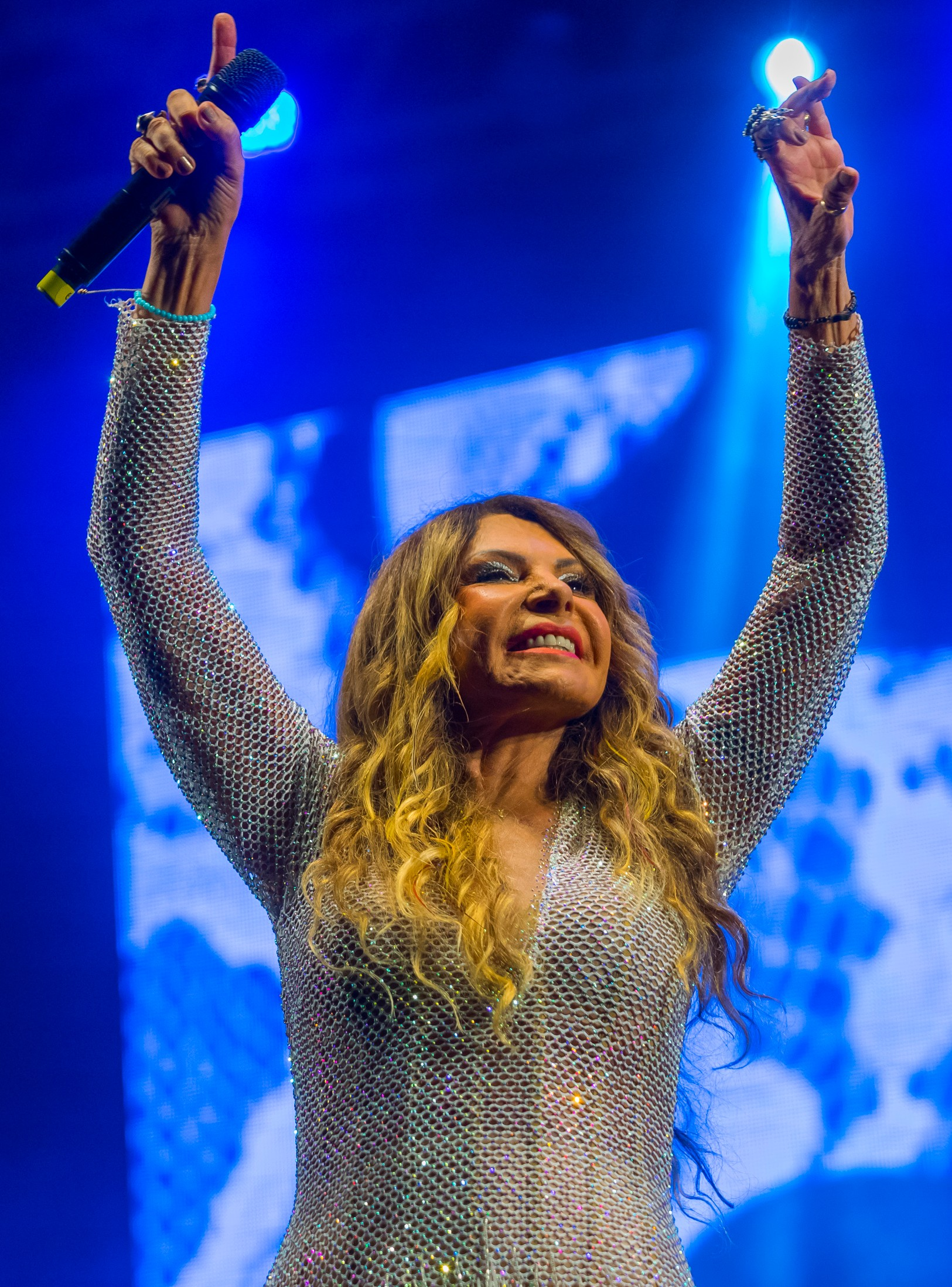
Elba Ramalho

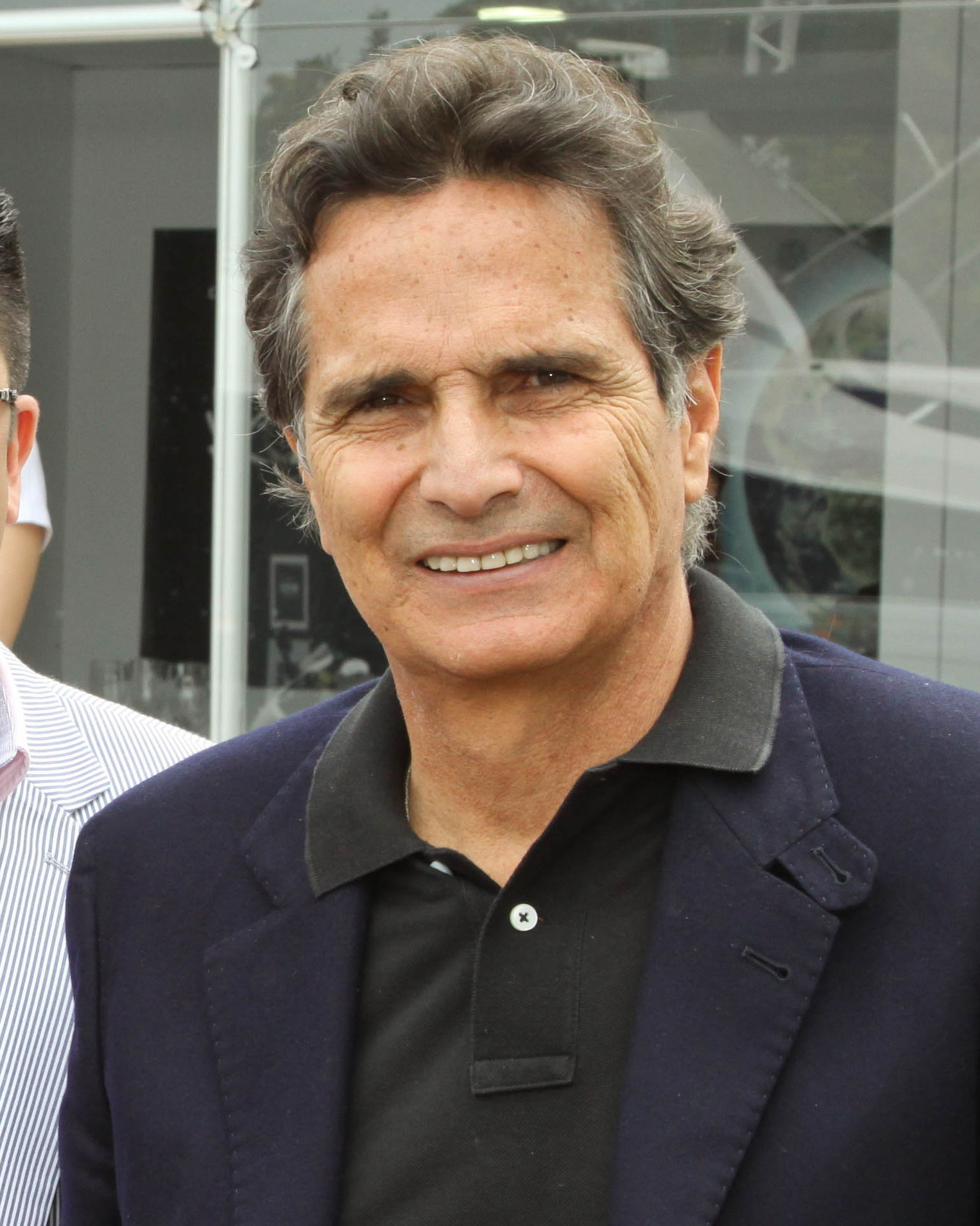
Nelson Piquet

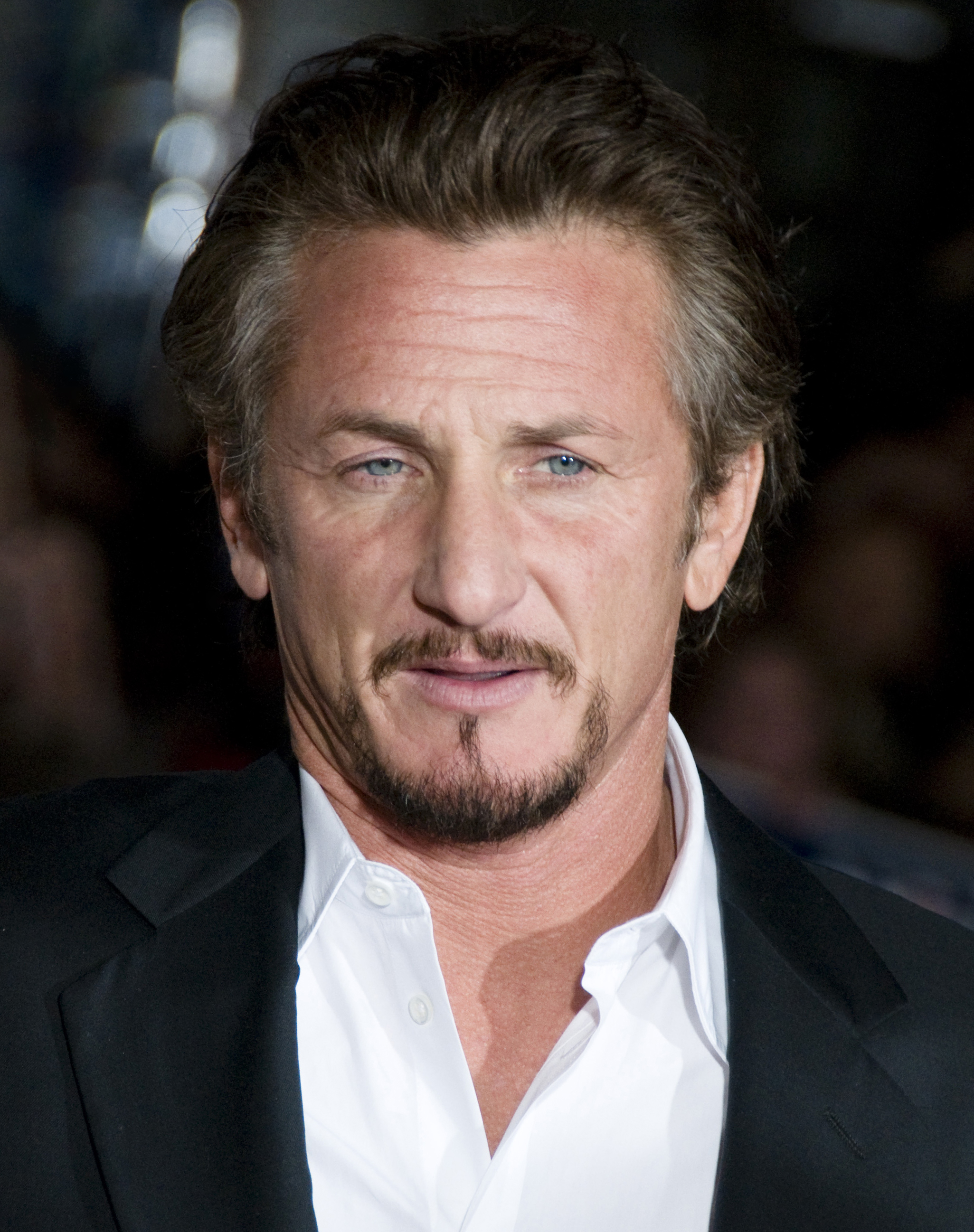
Sean Penn

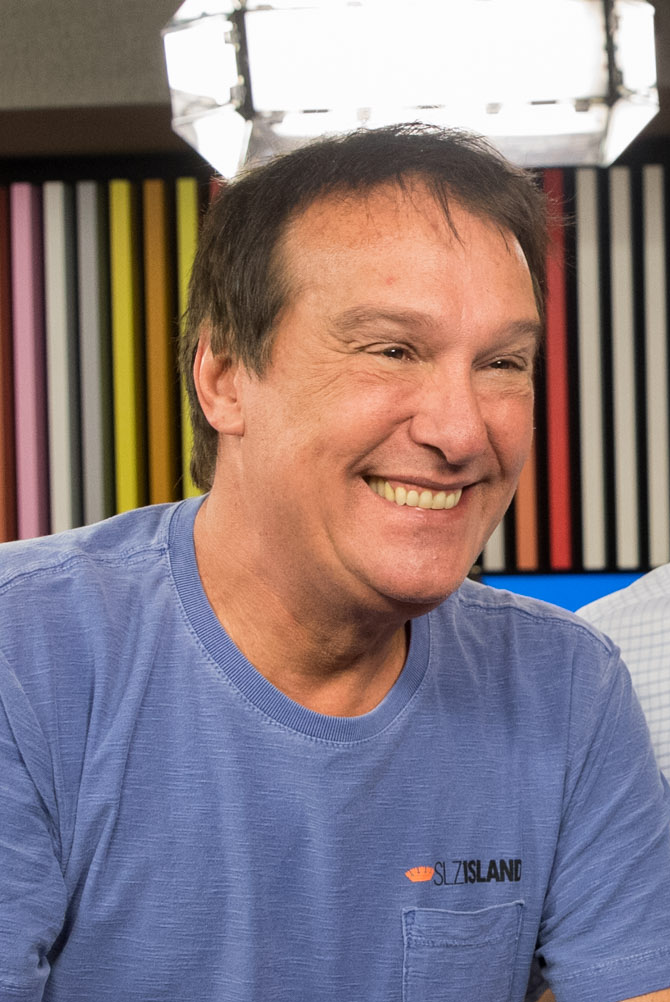
Emílio Surita

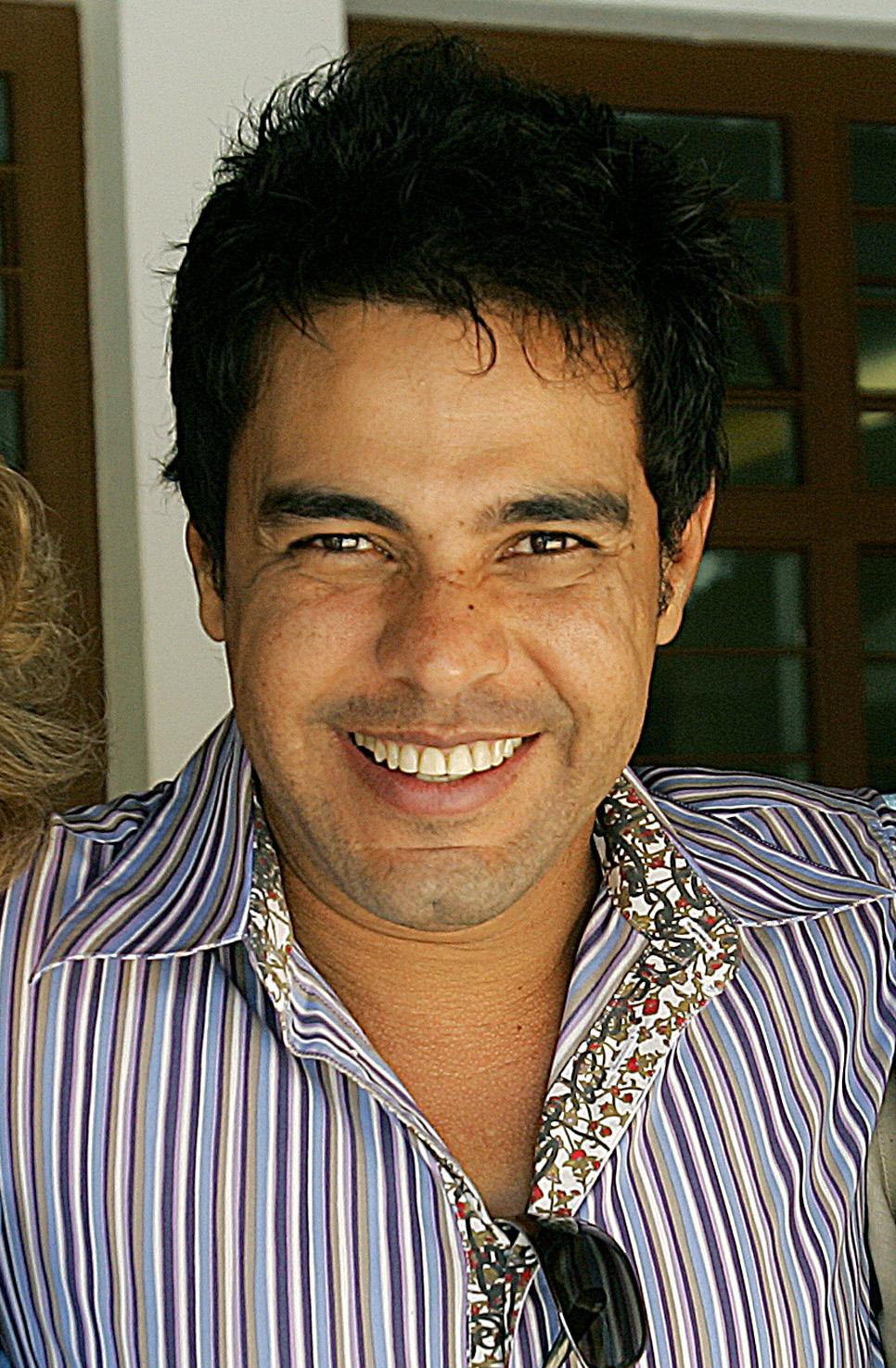
Zezé Di Camargo

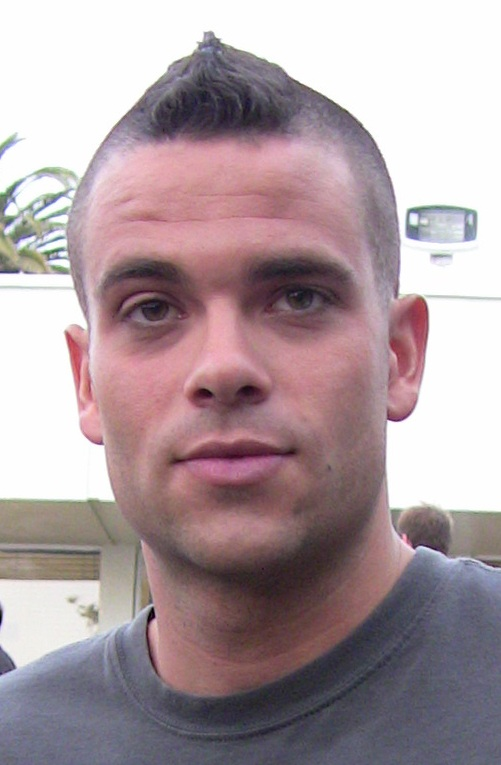
Mark Salling

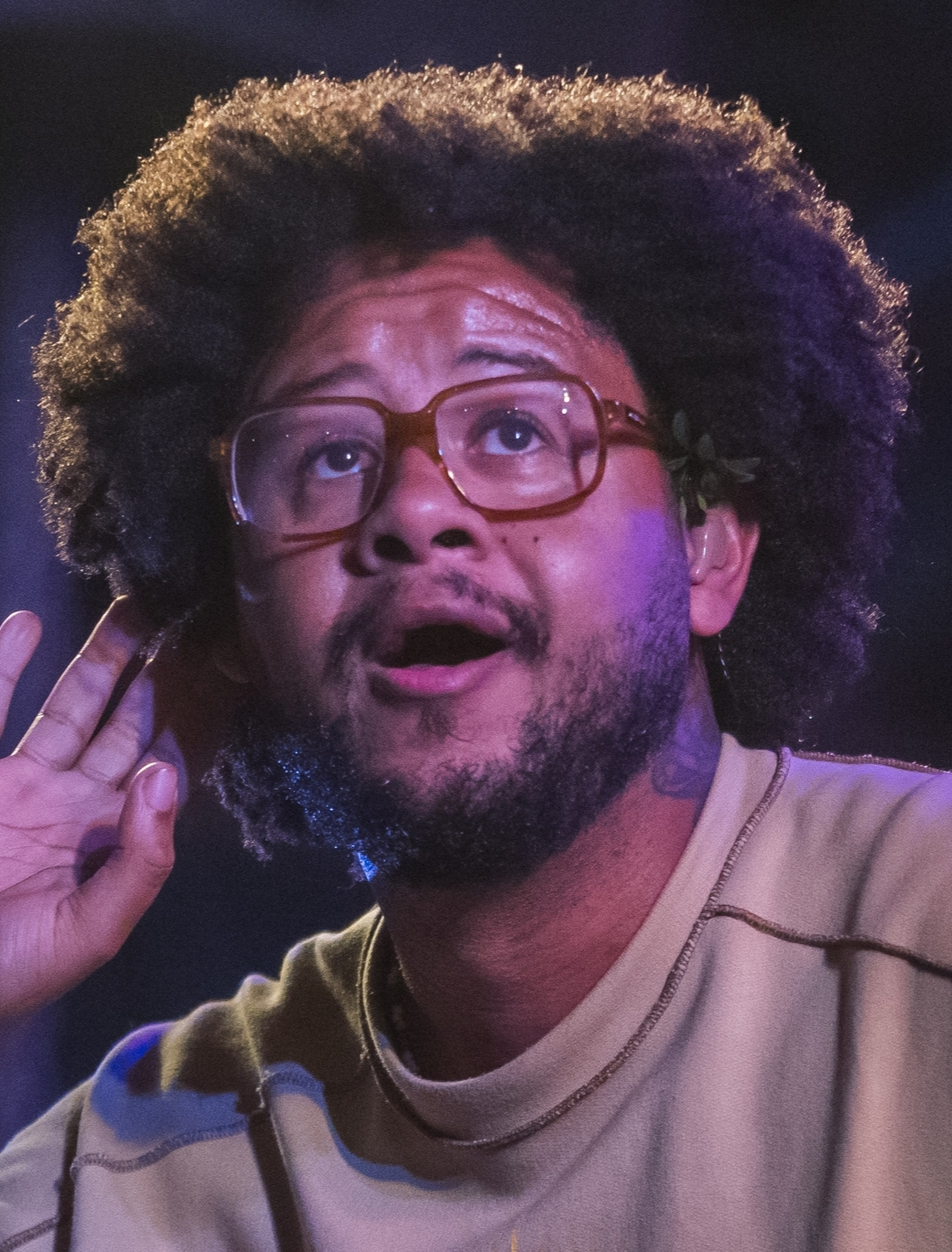
Emicida

### Anteriores ao século XIX
- 1153 — Guilherme IX, Conde de Poitiers (m. 1156).
- 1465 — Felisberto I, Duque de Saboia (m. 1482).
- 1473 — Ricardo de Shrewsbury, Duque de Iorque (m. 1483).
- 1578 — Francesco Albani, pintor italiano (m. 1660).
- 1586 — Johann Valentin Andrea, teólogo alemão (m. 1654).
- 1601 — Pierre de Fermat, matemático francês (m. 1665).
- 1603 — Lennart Torstensson, marechal de campo sueco (m. 1651)
- 1629 — João III Sobieski da Polônia (m. 1696).
- 1686 — Nicola Porpora, compositor italiano (m. 1768).
- 1748 — Scipione Breislak, geólogo italiano (m. 1826).
- 1753 — Josef Dobrovský, filólogo e historiador boêmio (m. 1828)
- 1768 — Louis Charles Antoine Desaix, general francês (m. 1800).
- 1784 — Diogo Antônio Feijó, padre e político brasileiro (m. 1843).
- 1786
  - Davy Crockett, político e militar estadunidense (m. 1836).
  - Vitória de Saxe-Coburgo-Saalfeld (m. 1861).
- 1788 — Godefroy Engelmann, litógrafo francês (m. 1839).
- 1800 — Charles Rogier, político belga (m. 1885).

### Século XIX
- 1806 — Johann Kaspar Mertz, violonista e compositor eslovaco (m. 1865).
- 1828 — Jules Bernard Luys, neurologista francês (m. 1897).
- 1841 — Fagundes Varella, poeta brasileiro (m. 1875).
- 1842 — Hugo Egmont Hørring, político dinamarquês (m. 1909).
- 1844 — Menelique II da Etiópia (m. 1913).
- 1856 — Maurice Hauriou, jurista francês (m. 1929).
- 1868 — Edward Abramowski, filósofo polonês (m. 1918).
- 1870 — Liberato Marcial Rojas, político, jornalista e poeta paraguaio (m. 1922).
- 1872 — Traian Vuia, inventor romeno (m. 1950).
- 1876 — Dragutin Dimitrijević, militar e revolucionário sérvio (m. 1917).
- 1877
  - Ralph McKittrick, golfista e tenista estadunidense (m. 1923).
  - Matilde da Baviera (m. 1906).
- 1878 — Paul Troost, arquiteto alemão (m. 1934).
- 1887
  - Carlos I da Áustria (m. 1922).
  - Marcus Garvey, ativista jamaicano (m. 1940).
  - Adriaan Fokker, físico e músico neerlandês (m. 1972).
- 1888 — Monty Woolley, ator estadunidense (m. 1963).
- 1889 — Edmond Privat, jornalista e historiador suíço (m. 1962).
- 1890 — Harry Hopkins, assistente social estadunidense (m. 1946).
- 1891 — Oliverio Girondo, poeta argentino (m. 1967).
- 1893 — Mae West, atriz estadunidense (m. 1980).
- 1896 — Leslie Groves, militar estadunidense (m. 1970).
- 1899 — Emírcio Teixeira Pinto, militar português (m. 1960).

### Século XX

#### 1901–1950
- 1904 — Louis Cattiaux, pintor e poeta francês (m. 1953).
- 1906 — Marcelo Caetano, político português (m. 1980).
- 1907 — Roger Peyrefitte, escritor e diplomata francês (m. 2000).
- 1909 — Óscar Bento Ribas, escritor luso-angolano (m. 2004).
- 1911 — Mikhail Botvinnik, xadrezista soviético (m. 1995).
- 1913
  - W. Mark Felt, empresário estadunidense (m. 2008).
  - Óscar Gálvez, automobilista argentino (m. 1989).
  - Ioachim Moldoveanu, futebolista romeno (m. 1981).
  - Ryszard Piec, futebolista polonês (m. 1979).
- 1916 — Eivind Skabo, canoísta norueguês (m. 2006).
- 1918 — Evelyn Ankers, atriz britânica (m. 1985).
- 1920 — Maureen O'Hara, atriz irlandesa (m. 2015).
- 1922
  - Rudolf Haag, físico alemão (m. 2016).
  - Khaled Mohieddin, político e militar egípcio (m. 2018).
- 1923 — Chaleo Yoovidhya, empresário tailandês (m. 2012).
- 1925 — Jack Underman, jogador de basquete estadunidense (m. 1969).
- 1926
  - Jiang Zemin, político chinês (m. 2022).
  - Jean Poiret, ator, diretor e roteirista francês (m. 1992).
  - Håkon Barfod, velejador norueguês (m. 2013).
- 1929
  - Francis Gary Powers, aviador estadunidense (m. 1977).
  - Rex White, ex-automobilista norte-americano (m. 2025).
- 1930
  - Ted Hughes, poeta britânico (m. 1998).
  - Jaroslav Košnar, futebolista eslovaco (m. 1985).
- 1932 — Vidiadhar Naipaul, escritor trinitário (m. 2018).
- 1933
  - Gene Kranz, engenheiro e ex-aviador estadunidense.
  - Monarco, cantor e compositor brasileiro (m. 2021).
  - László Bodor, ex-futebolista húngaro.
- 1934 — João Donato, cantor e compositor brasileiro (m. 2023).
- 1935 — Candeia, cantor e compositor brasileiro (m. 1978).
- 1936
  - Arend Lijphart, cientista político neerlandês.
  - Henri De Wolf, ciclista belga (m. 2023).
- 1937 — Geórgia Gomide, atriz brasileira (m. 2011).
- 1939 — Luther Allison, músico estadunidense (m. 1997).
- 1940 — Eduardo Mignogna, cineasta e roteirista argentino (m. 2006).
- 1941
  - Stere Adamache, futebolista romeno (m. 1977).
  - Ibrahim Babangida, político e militar nigeriano.
- 1942 — Michel Creton, ator francês.
- 1943
  - Robert De Niro, ator e cineasta estadunidense.
  - Juan María Medina Ayllón, escultor espanhol.
- 1944 — Bobby Murdoch, futebolista e treinador de futebol britânico (m. 2001).
- 1945
  - Padre Antônio Maria, sacerdote católico e cantor brasileiro.
  - Paulinho Tapajós, compositor, cantor, produtor musical, escritor e arquiteto brasileiro (m. 2013).
- 1946 — Patrick Manning, político trinitário (m. 2016).
- 1947
  - Jennifer Rhodes, atriz estadunidense.
  - Mohamed Abdelaziz, político marroquino (m. 2016).
- 1949
  - Henning Jensen, ex-futebolista dinamarquês (m. 2017).
  - Julian Fellowes, ator anglo-egípcio.
- 1950 — Antônio Carlos Vendramini, treinador de basquete brasileiro (m. 2025).

#### 1951–2000
- 1951 — Elba Ramalho, cantora brasileira.
- 1952
  - Nelson Piquet, ex-automobilista brasileiro.
  - Mario Theissen, engenheiro automobilístico alemão.
  - Guillermo Vilas, ex-tenista argentino.
- 1953
  - Herta Müller, escritora alemã.
  - Joseph Kamga, ex-futebolista camaronês.
- 1954
  - Eric Johnson, guitarrista e compositor estadunidense.
  - Ingrid Daubechies, matemática e física belga.
  - Andrés Pastrana, político colombiano.
- 1956
  - Chris Tsangarides, produtor musical britânico (m. 2018).
  - Álvaro Pino, ex-ciclista espanhol.
- 1957
  - Robin Cousins, ex-patinador artístico britânico.
  - Rabih Abou-Khalil, músico libanês.
- 1958 — Belinda Carlisle, cantora estadunidense.
- 1959
  - Jacek Kazimierski, ex-futebolista polonês.
  - Chika Sakamoto, atriz japonesa.
- 1960
  - Sean Penn, ator e cineasta estadunidense.
  - Branko Miljuš, ex-futebolista croata.
  - Stephan Eicher, cantor suíço.
- 1961
  - Emilio Surita, apresentador e radialista brasileiro.
  - Ranko Krivokapić, político montenegrino.
- 1962
  - Zezé di Camargo, cantor e compositor brasileiro.
  - Gilby Clarke, guitarrista estadunidense.
- 1963
  - Yevgeniy Yarovenko, ex-futebolista cazaque.
  - Jan Heintze, ex-futebolista dinamarquês.
- 1964
  - Jorginho, ex-futebolista e treinador de futebol brasileiro.
  - Colin James, músico, cantor e compositor canadense.
  - Kiko Mascarenhas, ator, diretor e produtor teatral brasileiro.
- 1966 — Rodney Mullen, skatista estadunidense.
- 1967
  - David Conrad, ator estadunidense.
  - Michael Preetz, ex-futebolista e dirigente esportivo alemão.
  - Carlos Moisés, advogado, bombeiro militar e político brasileiro.
  - Kevin Max, cantor estadunidense.
- 1968
  - Andrew Koenig, ator estadunidense (m. 2010).
  - Helen McCrory, atriz britânica (m. 2021).
  - Pepote Ballester, ex-velejador espanhol.
- 1969
  - Donnie Wahlberg, ator e cantor estadunidense.
  - Daniela Castro, atriz e cantora mexicana.
- 1970
  - Øyvind Leonhardsen, ex-futebolista norueguês.
  - Jim Courier, ex-tenista estadunidense.
  - Ruy Carneiro, político brasileiro.
- 1971
  - Jorge Posada, ex-jogador de beisebol porto-riquenho.
  - Ed Motta, cantor e compositor brasileiro.
- 1972 — Ty, rapper britânico (m. 2020).
- 1973 — Dexter, rapper e compositor brasileiro.
- 1974
  - Joel Sánchez, ex-futebolista mexicano.
  - Reki Kawahara, escritor japonês.
- 1975 — Luigi Mastrangelo, ex-jogador de voleibol italiano.
- 1976
  - Carlos Newton, lutador canadense de artes marciais mistas.
  - Scott Halberstadt, ator estadunidense.
  - Silvio Almeida, advogado, filósofo, professor e escritor brasileiro.
- 1977
  - Tarja Turunen, cantora finlandesa.
  - Thierry Henry, ex-futebolista e treinador de futebol francês.
  - William Gallas, ex-futebolista francês.
  - Nathan Deakes, atleta australiano.
- 1978
  - Roger Flores, ex-futebolista e comentarista esportivo brasileiro.
  - Vibeke Stene, cantora norueguesa.
  - Mehdi Baala, atleta francês.
  - Emerson Leal, cantor, compositor, músico e produtor musical brasileiro.
- 1979 — Julien Escudé, ex-futebolista francês.
- 1980
  - Jan Kromkamp, ex-futebolista neerlandês.
  - Daniel Güiza, futebolista espanhol.
- 1981 — Sacha Lima, ex-futebolista boliviano.
- 1982
  - Mark Salling, ator estadunidense (m. 2018).
  - Phil Jagielka, ex-futebolista britânico.
  - Karim Ziani, ex-futebolista argelino.
- 1983
  - Daniel Köllerer, ex-tenista austríaco.
  - Dustin Pedroia, ex-jogador de beisebol estadunidense.
- 1984 — Oksana Domnina, ex-patinadora no gelo russa.
- 1985
  - Yû Aoi, atriz japonesa.
  - Emicida, rapper e compositor brasileiro.
- 1986
  - Fareed Majeed, futebolista iraquiano.
  - Marcus Berg, ex-futebolista sueco.
- 1988
  - Johanna Larsson, ex-tenista sueca.
  - Sho Hatsuyama, ex-ciclista japonês.
  - João Aurélio, futebolista português.
  - Jihadi John, terrorista kuwaitiano (m. 2015).
  - Brady Corbet, ator e cineasta estadunidense.
- 1989
  - Frederick Lau, ator alemão.
  - Latisha Chan, tenista taiwanesa.
  - Lil B, rapper estadunidense.
- 1990
  - Rachel Hurd-Wood, atriz britânica.
  - Monark, youtuber e podcaster brasileiro.
- 1991
  - Austin Butler, ator estadunidense.
  - Danilo Barcelos, futebolista brasileiro.
  - Diogo Barbosa, futebolista brasileiro.
  - Edgar Salli, futebolista camaronês.
  - Michael Hepburn, ciclista australiano.
- 1992
  - Paige, ex-lutadora britânica de artes marciais mistas.
  - Denis Kudla, tenista estadunidense.
  - Nora Gjakova, judoca kosovar.
  - Suzane Pires, futebolista portuguesa.
- 1993
  - Ederson, futebolista brasileiro.
  - Rodrigo Caio, ex-futebolista brasileiro.
  - Sarah Sjöström, nadadora sueca.
  - Johannes Geis, futebolista alemão.
  - Diyorbek Urozboev, judoca uzbeque.
  - Day Camargo, cantora e compositora brasileira.
- 1994
  - Taissa Farmiga, atriz estadunidense.
  - Tiemoué Bakayoko, futebolista francês.
  - Amanuel Gebrezgabihier, ciclista eritreu.
  - Gonzalo Serrano Rodríguez, ciclista espanhol.
  - Cédric Ondo Biyoghé, futebolista gabonês.
  - Vladimir Maslennikov, atirador esportivo russo.
- 1995 — Gracie Gold, patinadora artística estadunidense.
- 1996 — Indi Hartwell, lutadora profissional australiana.
- 1998 — MC Pipokinha, cantora brasileira.
- 1999
  - Tyrell Malacia, futebolista neerlandês.
  - Paige Hauschild, jogadora de polo aquático norte-americana.
  - Ismail Jakobs, futebolista teuto-senegalês.
- 2000 — Lil Pump, rapper estadunidense.

### Século XXI
- 2003
  - Rayan Cherki, futebolista francês.
  - The Kid Laroi,  rapper, compositor e produtor musical australiano

## Mortes

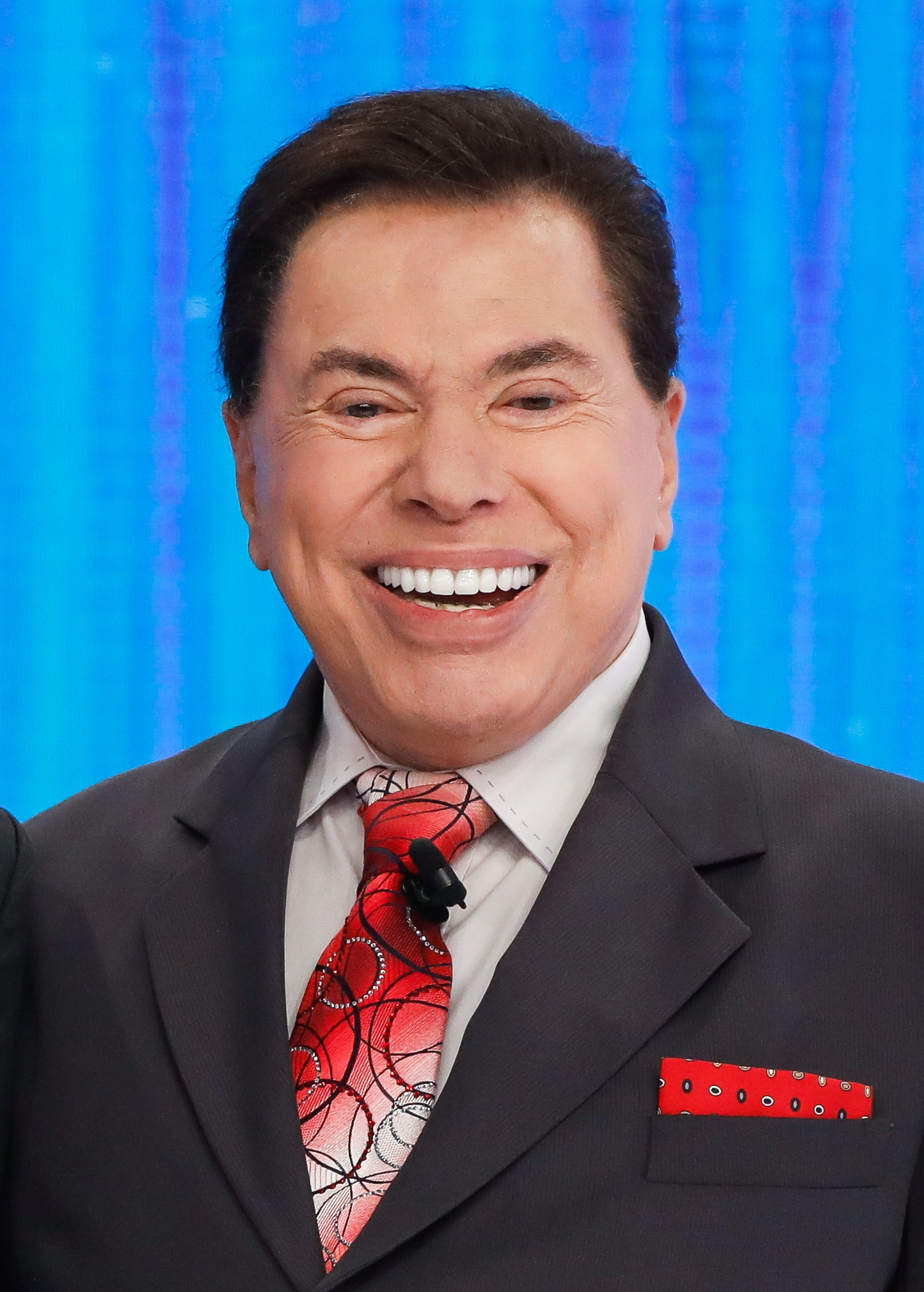
Silvio Santos

### Anteriores ao século XIX
- 0310 — Papa Eusébio (n. 260).
- 1153 — Eustácio IV, Conde de Bolonha (n. 1130).
- 1304 — Go-Fukakusa, imperador japonês (n. 1243).
- 1324 — Irene de Brunsvique, imperatriz bizantina (n. 1294).
- 1338 — Nitta Yoshisada, samurai japonês (n. 1301).
- 1673 — Reinier de Graaf, médico e anatomista neerlandês (n. 1641).
- 1676 — Hans Jakob Christoffel von Grimmelshausen, escritor alemão (n. 1621).
- 1785 — Jonathan Trumbull, comerciante e político anglo-americano (n. 1710).
- 1786 — Frederico II, rei prussiano (n. 1712).

### Século XIX
- 1809 — Matthew Boulton, empresário e engenheiro britânico (n. 1728).
- 1850 — José de San Martín, militar argentino (n. 1778).
- 1853 — Frederick Adam, militar britânico (n. 1781).

### Século XX
- 1901 — Edmond Audran, compositor francês (n. 1840).
- 1966 — Ken Miles, automobilista britânico (n. 1918).
- 1969 — Ludwig Mies van der Rohe, arquiteto alemão (n. 1886).
- 1977 — José Geraldo Vieira, escritor brasileiro (n. 1897).
- 1983 — Ira Gershwin, músico estadunidense (n. 1896).
- 1987
  - Carlos Drummond de Andrade, poeta, contista e cronista brasileiro (n. 1902).
  - Rudolf Hess, político alemão (n. (1924).
- 1988 — Muhammad Zia-ul-Haq, político e militar paquistanês (n.1924).
- 1990 — Pearl Bailey, atriz e cantora estadunidense (n. 1918).

### Século XXI
- 2003 — Roberto Tibau, arquiteto brasileiro (n. 1924).
- 2008 — Francesco Sensi, dirigente esportivo italiano (n. 1926).
- 2009
  - Miguel Magno, ator brasileiro (n. 1951).
  - Tiffany Simelane, modelo suazi (n. 1988).
- 2017 — Paulo Silvino, ator e humorista brasileiro (n. 1939).
- 2022
  - Diogo Pacheco, maestro brasileiro (n. 1925).
  - Major Curió, militar e político brasileiro (n. 1934).
  - Armindo Antônio Ranzolin, jornalista brasileiro (n. 1937).
  - Jorge da Cunha Lima, jornalista, escritor e poeta brasileiro (n. 1931).
- 2024 — Silvio Santos, apresentador e empresário brasileiro (n. 1930).
- 2025 — Terence Stamp, ator britânico (n. 1938).

## Feriados e eventos cíclicos

### Brasil
- Dia do Pão de Queijo
- Dia do Patrimônio Histórico
- Aniversário das cidades de Barbalha e Milagres, Ceará

### Portugal
- Coruche - Nossa Senhora do Castelo, feriado municipal

### Cristianismo
- Beatriz da Silva
- Clara de Montefalco
- Jacinto de Cracóvia
- Mamede de Cesareia
- Nossa Senhora de Assiute
- Papa Eusébio

## Outros calendários
- No calendário romano era o 16.º dia (XVI) antes das calendas de setembro.
- No calendário litúrgico tem a letra dominical E para o dia da semana.
- No calendário gregoriano a epacta do dia é viii.